# Artemesía (dème)
Le dème d'Artemesía, en grec moderne : Δήμος Αρτεμισίων / Dímos Artemisíon, est un ancien dème du district régional de Zante, en Grèce. Depuis 2010, il est fusionné au sein du dème de Zante.
Selon le recensement de 2011, la population du dème compte 4 612 habitants.